# Episodi di Law & Order: Criminal Intent (terza stagione)
La terza stagione della serie televisiva Law & Order: Criminal Intent, composta da 21 episodi, è stata trasmessa in prima visione negli USA dal 28 settembre 2003 al 23 maggio 2004 sul network NBC. In Italia è stata trasmessa in prima visione dal 19 febbraio al 4 giugno 2005 su Rete 4, tranne gli episodi Sete di potere e La vita perduta, trasmessi su Fox Crime.
La stagione è caratterizzata dalla temporanea assenza per maternità di Kathryn Erbe (la detective Alexandra Eames) dall'episodio 5 all'episodio 11, tuttavia con brevi apparizioni in molti episodi. In questo periodo il suo posto è stato occupato da Samantha Buck, che ha interpretato il personaggio della detective G. Lynn Bishop.
| nº | Titolo originale    | Titolo italiano          | Prima TV USA      | Prima TV Italia  |
| -- | ------------------- | ------------------------ | ----------------- | ---------------- |
| 1  | Undaunted Mettle    | Ardore intrepido         | 28 settembre 2003 | 19 febbraio 2005 |
| 2  | Gemini              | Gemelli                  | 5 ottobre 2003    | 19 febbraio 2005 |
| 3  | The Gift            | Oscuri presagi           | 12 ottobre 2003   | 26 febbraio 2005 |
| 4  | But Not Forgotten   | Il sapore della vendetta | 19 ottobre 2003   | 26 febbraio 2005 |
| 5  | Pravda              | Un onesto assassino      | 26 ottobre 2003   | 5 marzo 2005     |
| 6  | Stray               | Mappe mentali            | 2 novembre 2003   | 5 marzo 2005     |
| 7  | A Murderer Among Us | La morte nell’anima      | 9 novembre 2003   | 12 marzo 2005    |
| 8  | Sound Bodies        | Siddharta                | 16 novembre 2003  | 12 marzo 2005    |
| 9  | Happy Family        | Famiglia felice          | 23 novembre 2003  | 16 aprile 2005   |
| 10 | F.P.S.              | ...tutto un programma    | 4 gennaio 2004    | 19 marzo 2005    |
| 11 | Mad Hops            | La palla al balzo        | 11 gennaio 2004   | 19 marzo 2005    |
| 12 | Unrequited          | Bisogno d’amore          | 18 gennaio 2004   | 16 aprile 2005   |
| 13 | Pas de Deux         | Danza mortale            | 15 febbraio 2004  | 16 aprile 2005   |
| 14 | Mis-Labeled         | Scambio di etichette     | 22 febbraio 2004  | 23 aprile 2005   |
| 15 | Shrink-Wrapped      | Disturbi familiari       | 7 marzo 2004      | 23 aprile 2005   |
| 16 | The Saint           | Il santo                 | 14 marzo 2004     | 23 aprile 2005   |
| 17 | Conscience          | Problemi di coscienza    | 28 marzo 2004     | 28 maggio 2005   |
| 18 | Ill-Bred            | Cavalli di razza         | 18 aprile 2004    | 28 maggio 2005   |
| 19 | Fico Di Capo        | Sete di potere           | 9 maggio 2004     | 2006             |
| 20 | D.A.W.              | Alleviare il dolore      | 16 maggio 2004    | 4 giugno 2005    |
| 21 | Consumed            | La vita perduta          | 23 maggio 2004    | 2006             |

## Ardore intrepido
- Titolo originale: Undaunted Mettle
- Diretto da: Steve Shill
- Scritto da: Stephanie Sengupta (soggetto e sceneggiatura), René Balcer (sceneggiatura)

### Trama
Un giovane architetto viene ucciso con un colpo di cacciavite al collo nei pressi di una stazione di metropolitana. Il suo notevole interesse per il suo collega ed il fatto che entrambi fossero in competizione per il progetto relativo alla ricostruzione del World Trade Center porta gli investigatori ad interessarsi di un uomo ed alla sua movimentata vita privata. Eames annuncia che farà da madre surrogata per la sorella.

## Gemelli
- Titolo originale: Gemini
- Diretto da: Frank Prinzi
- Scritto da: Jim Sterling (soggetto e sceneggiatura), René Balcer (soggetto)

### Trama
Due ottici che vendono lenti a contatto colorate e un chirurgo plastico trovano la morte a distanza di poco tempo. La scia di sangue coinvolge persone che per professione sono legate alla modifica dell'aspetto fisico.

## Oscuri presagi
- Titolo originale: The Gift
- Diretto da: Alex Zakrzewski
- Scritto da: Marlane Gomard Meyer (soggetto e sceneggiatura) e René Balcer (soggetto)

### Trama
Un operatore di ripresa viene ritrovato cadavere nel bagagliaio della sua auto, non lontano da tre chiese e dall'appartamento dove vive la presunta amante del padre. L'indagine porta molto lontano, fino a coinvolgere santeria, galeotti e veggenti.
- Altri interpreti: Bobby Cannavale (Julian Bello), Jane Adams (Sylvia Campbell).

## Il sapore della vendetta
- Titolo originale: But Not Forgotten
- Diretto da: Constantine Makris
- Scritto da: Gerry Conway (soggetto e sceneggiatura) e René Balcer (soggetto)

### Trama
Dalle ricerche di una donna scomparsa emerge che essa si stava occupando, per conto dell'ex-cognata, di alcune questioni fiscali relative al fratello, morto qualche anno prima durante un furto. Un approfondimento rivela che l'uomo svolgeva una insospettabile "professione".

## Un onesto assassino
- Titolo originale: Pravda
- Diretto da: Alex Zakrzewski
- Scritto da: Warren Leight (soggetto e sceneggiatura) e René Balcer (soggetto)

### Trama
Dell'assassinio di una giornalista vengono sospettati il suo direttore ed il suo collega. Nelle indagini Goren viene affiancato dalla nuova partner Bishop, dopo che la detective Eames è stata destinata a mansioni di ufficio in vista della maternità.

## Mappe mentali
- Titolo originale: Stray
- Diretto da: Frank Prinzi
- Scritto da: Elizabeth Benjamin (soggetto e sceneggiatura) e René Balcer (soggetto)

### Trama
Due poliziotti e due criminali vengono uccisi durante un'operazione sotto copertura riguardante il commercio illegale di armi. Fin dai primi rilievi salta agli occhi del detective Goren la caratteristica dell'assassino di creare mappe mentali per memorizzare percorsi. Il denaro segnato, usato durante l'operazione, viene utilizzato di lì a poco per pagare la cauzione ad una giovane donna dal passato ricco di violenza.
- Altri interpreti: Nikki Michelle James (Tamara Bates).

## La morte nell'anima
- Titolo originale: A Murderer Among Us
- Diretto da: Steve Shill
- Scritto da: Diana Son (soggetto e sceneggiatura) e René Balcer (soggetto)

### Trama
Un'infermiera di origine argentina viene trovata morta nella cantina della sua abitazione dopo una lite col marito, principale sospettato. Quando risulta chiaro che la presunta vittima si è suicidata, inscenando un omicidio e facendone ricadere la responsabilità sul consorte, le ferite di vario genere rinvenute sul suo corpo appaiono come un messaggio della donna per i detective.
- Guest star: Thomas G. Waites (Lance Brody).

## Siddharta
- Titolo originale: Sound Bodies
- Diretto da: Jean de Segonzac e Frank Prinzi
- Scritto da: René Balcer

### Trama
In una piccola comunità residente su un'isola, durante un dibattito molto acceso che coinvolge gli interessi di tutta la popolazione, alcuni partecipanti vengono avvelenati. Una delle vittime era l'ultima persona rimasta a tenere aperto un contenzioso riguardante la morte del figlio e di due suoi amici, avvenuta alcuni mesi prima in un incidente marittimo. Un approfondimento della vicenda evidenzia che si è trattato invece di un sabotaggio accuratamente preparato. Si scoprirà che il sabotaggio era stato compiuto da tre ragazze violentate dai tre ragazzi uccisi, di cui loro si volevano vendicare e sempre loro avevano avvelenato i genitori di quei ragazzi come punizione per non aver saputo educare i figli. In realtà, la vera mente dietro tutto questo è un ragazzo di nome Conroy Smith, che da bambino era stato abbandonato dalla madre e consegnato allo zio, al quale non gli era mai importato nulla di lui e che presto lo avrebbe abbandonato a propria volta. 
Conroy a scuola si era dimostrato uno degli studenti più intelligenti e abili, ma per questo escluso dal resto dei suoi compagni che invece passavano il resto del loro tempo a drogarsi e a fare sesso con le loro compagne, mentre lui leggeva libri religiosi, come quello di Siddharta, che vedeva come unica via per non essere un vile come loro. Tuttavia, essendo la sua mente già fragile per l'abbandono della madre ed essendo stato escluso e maltrattato dal resto del mondo, ha finito per autoindottrinarsi con i libri letti credendosi un profeta e una guida spirituale. Quando le tre ragazze si erano rivolte a lui, chiedendogli consiglio su come vendicarsi dei ragazzi che avevano abusato di loro, Conroy le aveva prese sotto la sua ala, le aveva plagiate psicologicamente e aveva dato loro l'idea di sabotare la barca e di avvelenare in seguito i genitori dei ragazzi per non averli saputi educare. Inoltre, aveva indotto al suicidio una delle tre ragazze, ritenendola troppo debole per proseguire il suo cammino. La ragazza viene salvata appena in tempo da Goren e, dopo essersi ripresa, confessa di aver avvelenato quelle persone per punirle. Anche le altre due ragazze, in un vero atto di fierezza fanatica, confessano gli omicidi. 
Conroy viene infine affrontato da Goren con il resto del suo team che lo mette al corrente di come si sia creato una falsa realtà per sfuggire alla crudeltà subita e di come, sentendosi un profeta per le sue discepole, si fosse sentito speciale per la prima volta. Quando Goren gli fa capire che le sue discepole lo hanno tradito, Conroy ha un crollo psicologico totale e ammette di come sia stata sua l'idea di uccidere quelle persone, come punizione per tutti i loro peccati. Poi accusa Goren di avergli portato via le sue ragazze e tenta di assalirlo, ma Goren lo mette al tappeto e lo fa ammanettare, mentre Conroy giura vendetta contro di lui e il resto dei suoi colleghi venendo portato via. 
Il giorno del processo, Conroy viene condannato all'ergastolo e, quando vede le sue discepole felici di vederlo e di quanto siano fiere di ciò che gli ha insegnato, Conroy si rende conto del danno psicologico che ha fatto loro, venendo portato via e rimanendo sconvolto allo stesso tempo. Goren, in parte dispiaciuto per la sorte di quel ragazzo, capisce quanto la realtà sia dura con tutti e come dei ragazzi infelici arrivano a costruirsi una falsa realtà per non soffrire più, sentirsi speciali e sfuggire alle crudeltà subite.

## Famiglia felice
- Titolo originale: Happy Family
- Diretto da: Frank Prinzi
- Scritto da: Marlane Gomard Meyer (soggetto e sceneggiatura) e René Balcer (soggetto)

### Trama
Nelle indagini sull'assassinio di un broker finanziario i sospettati sono i suoi parenti più stretti, tutti interessati alla sorte dei figli ed all'ingente patrimonio di famiglia.

## ...tutto un programma
- Titolo originale: F.P.S.
- Diretto da: Darnell Martin
- Scritto da: Gerry Conway (soggetto e sceneggiatura) e René Balcer (soggetto)

### Trama
Una giovane informatica viene scaraventata giù dalla terrazza del suo appartamento. La vittima aveva recentemente perso il lavoro perché ritenuta responsabile di numerose frodi informatiche. La sua passione per i videogiochi online conduce però le indagini in tutt'altra direzione.
- Altri interpreti: T. R. Knight (Neil Colby).

## La palla al balzo
- Titolo originale: Mad Hopes
- Diretto da: Christopher Swartout
- Scritto da: Jim Sterling (soggetto e sceneggiatura) e René Balcer (soggetto)

### Trama
L'omicidio di un detective privato, incaricato di trovare un giovane e promettente cestista, porta all'attenzione degli investigatori le vicende di diversi compagni di squadra le cui famiglie si sono recentemente separate e il cui tenore di vita è improvvisamente cresciuto. Il loro allenatore ha vinto 7 scudetti nella categoria.
- Altri interpreti: Jude Ciccolella (Coach Perry Powell).

## Bisogno d'amore
- Titolo originale: Unrequited
- Diretto da: Jean de Segonzac
- Scritto da: Stephanie Sengupta (soggetto e sceneggiatura) e René Balcer (soggetto)

### Trama
Una segnalazione anonima fa riaprire un caso chiuso da poco, relativo alla morte di un uomo. Le indagini di Goren ed Eames (ritornata in servizio) partono dalla vedova di lui (una donna che usa le sue ricchezze per alimentare la sua modesta carriera di attrice) e dall'uomo che si occupa delle sue mondane raccolte di fondi.
- Altri interpreti: Claire Bloom (Marion Whitney).

## Danza mortale
- Titolo originale: Pas de Deux
- Diretto da: Frank Prinzi
- Scritto da: Warren Leight (soggetto e sceneggiatura) e René Balcer (soggetto)

### Trama
Un riparatore di fotocopiatrici mette a segno diverse rapine in banca, minacciando i cassieri con una bomba attaccata al petto, finché l'ordigno non esplode, uccidendolo. Gli investigatori capiscono che nei precedenti colpi la bomba non era vera e che l'uomo aveva un complice. Nuove rapine vengono compiute da una donna con la stessa metodologia. Durante l'interrogatorio finale Eames aiuta Goren in maniera decisiva.

## Scambio di etichette
- Titolo originale: Mis-Labeled
- Diretto da: Joyce Chopra
- Scritto da: Elizabeth Benjamin (soggetto e sceneggiatura) e René Balcer (soggetto)

### Trama
I pezzi del corpo di un rappresentante farmaceutico vengono ritrovati in due valigie dirette all'aeroporto. L'uomo era recentemente tornato dal sud est asiatico, dove era responsabile territoriale, per provare a salvare la relazione con la moglie, ma era intenzionato a ripartire prima del previsto. 
- Altri interpreti: Terry O'Quinn (Gordon Buchanan).

## Disturbi familiari
- Titolo originale: Shrink-Wrapped
- Diretto da: Jean de Segonzac
- Scritto da: Diana Son (soggetto e sceneggiatura) e René Balcer (soggetto)

### Trama
Le indagini sulla morte di un trombettista portano alla luce le manipolazioni che avvengono nella famiglia della sua psichiatra ed amante.
- Altri interpreti: Brent Spiner (Dr. Graham Barnes).

## Il santo
- Titolo originale: The Saint
- Diretto da: Frank Prinzi
- Scritto da: Marlane Gomard Meyer (soggetto e sceneggiatura) e René Balcer (soggetto)

### Trama
Un ordigno uccide un'avvocatessa con un getto di soda caustica. La vittima, che da giovane era stata testimone di un miracolo attribuito ad un prete in corso di canonizzazione, aveva da poco ricevuto una vecchia poesia scritta da un'amica d'infanzia, suicidatasi di recente. Il testo presenta dei riferimenti ad alcune menzogne proferite in passato. Col procedere delle indagini, emergono altre lettere legate ai miracoli del religioso, considerato un vero e proprio santo dalla comunità. Si scoprirà che le lettere date alla fondazione del prete erano false, in quanto scritte dall'assassino, e che questo era diventato un truffatore per colpa di sua madre.
La madre, infatti, a causa di un disturbo compulsivo di eccessiva generosità, aveva donato quando lui era ragazzo tutti gli oggetti a cui teneva e lui, per riprendersi le sue cose, aveva creato delle monete false con il kit da chimico in modo da scambiarle con gli oggetti che la madre gli aveva sottratto. Crescendo, aveva sviluppato la capacità di imitare le calligrafie di chiunque, comprese quelle antiche, e aveva sfruttato questa sua abilità per arricchirsi, truffando ripetutamente la fondazione del prete. Goren ed Eames, dopo averlo smascherato davanti alla madre lì presente, lo confortano e Goren, provando pena e compassione per il truffatore, riconosce all'uomo che ha davanti un talento straordinario, capace di ingannare anche degli esperti, e gli consente di mostrare la sua bravura alla madre, sfogando la sua rabbia verso la donna che lo ha reso così. Poi Goren lo porta via con Eames ed ammette che, a volte, sono i genitori che in maniera involontaria trasformano con le loro azioni i figli in criminali.

## Problemi di coscienza
- Titolo originale: Conscience
- Diretto da: Alex Chapple
- Scritto da: Gerry Conway (soggetto e sceneggiatura) e René Balcer (soggetto)

### Trama
Una neurologa muore in piscina, uccisa da una dose letale di farmaci e dimetilsolfossido presenti nei suoi guanti palmati. La vittima era convinta di essere in grado di comunicare con una donna in stato vegetativo la cui sorte è in bilico tra i genitori, propensi a staccare la spina, ed il marito, deciso a mantenerla in vita.
- Altri interpreti: John Savage (Mark Farrell).

## Cavalli di razza
- Titolo originale: Ill-Bred
- Diretto da: Steve Shill
- Scritto da: Jim Sterling (soggetto e sceneggiatura) e René Balcer (soggetto)

### Trama
Un cavallo ed una veterinaria vengono uccisi la sera precedente ad una competizione ippica. Il fatto che la partecipazione dell'animale alla gara fosse in dubbio induce i detective a ritenere che il suo omicidio sia un tentativo di condurli su una falsa pista e che il bersaglio principale dell'assassino fosse la donna. Analizzando le cartelle cliniche dei cavalli seguiti dal medico, l'attenzione degli investigatori cade su una femmina che senza né gareggiare né essere una fattrice veniva spostata frequentemente in tutto il mondo. Fanno così la conoscenza del suo stalliere, di sua moglie, addestratrice di cavalli, della loro ricca datrice di lavoro e dei segreti che i tre nascondono.

## Sete di potere
- Titolo originale: Fico Di Capo
- Diretto da: Alex Zakrzewski
- Scritto da: Stephanie Sengupta (soggetto e sceneggiatura) e René Balcer (soggetto)

### Trama
Le indagini sull'assassinio di un testimone in un processo di mafia portano Goren e Eames ad una famiglia mafiosa ormai disgregata, all'interno della quale è in corso una sanguinosa scalata per il potere.

## Alleviare il dolore
- Titolo originale: D.A.W.
- Diretto da: Frank Prinzi
- Scritto da: Warren Leight (soggetto e sceneggiatura) e René Balcer (soggetto)

### Trama
Le indagini sulla morte di una donna investita da tre automobili rivelano come la vittima fosse stata drogata e come l'incidente non fosse così casuale. La donna era alla ricerca di un gioiello appartenuto alla madre, deceduta per cause naturali in presenza del suo medico e poi rapidamente cremata secondo una sua volontà scritta. La presenza di altri casi analoghi porta l'attenzione dei detective sull'uomo.
- Note: l'episodio presenta diverse analogie con il caso di Harold Shipman.

## La vita perduta
- Titolo originale: Consumed
- Diretto da: Steve Shill
- Scritto da: Warren Leight (soggetto e sceneggiatura) e René Balcer (soggetto)

### Trama
Una sera un musicista, un netturbino e un meccanico vengono uccisi nel giro di pochi minuti con pochi e precisi colpi di pistola. Le analisi forensi stabiliscono che l'arma usata è quella di un poliziotto del quale si è persa ogni traccia. L'uomo, che da un anno presenta uno strano comportamento a seguito di un'aggressione subita, ricompare nel tunnel di una linea della metropolitana con una gamba fratturata e senza ricordi delle ultime ore.